# Torneo di Wimbledon 1999 - Qualificazioni singolare maschile
Le qualificazioni del singolare maschile del Torneo di Wimbledon 1999 sono state un torneo di tennis preliminare per accedere alla fase finale della manifestazione. I vincitori dell'ultimo turno sono entrati di diritto nel tabellone principale. In caso di ritiro di uno o più giocatori aventi diritto a questi sono subentrati i lucky loser, ossia i giocatori che hanno perso nell'ultimo turno ma che avevano una classifica più alta rispetto agli altri partecipanti che avevano comunque perso nel turno finale.

## Teste di serie
1. Petr Korda (secondo turno)
2. Michael Kohlmann (ultimo turno, Lucky Loser)
3. Mosè Navarra (primo turno)
4. Axel Pretzsch (secondo turno)
5. Geoff Grant (primo turno)
6. Maks Mirny (ultimo turno)
7. Mikael Tillström (qualificato)
8. Christian Vinck (qualificato)
9. Radek Štěpánek (secondo turno, ritiro)
10. Sebasitan Prieto (primo turno)
11. Diego Nargiso (secondo turno)
12. Stéphane Huet (primo turno)
13. Alejandro Hernández (qualificato)
14. Tuomas Ketola (secondo turno)
15. Alex O'Brien (ultimo turno)
16. Ivo Heuberger (primo turno)

1. André Sá (qualificato)
2. Maurice Ruah (secondo turno)
3. Mark Draper (ultimo turno)
4. Neville Godwin (primo turno)
5. Cristiano Caratti (qualificato)
6. Wayne Arthurs (qualificato)
7. Michael Tebbutt (primo turno)
8. Brian MacPhie (primo turno)
9. Bob Bryan (secondo turno)
10. Michael Hill (ultimo turno)
11. Lorenzo Manta (qualificato)
12. Stefano Pescosolido (secondo turno)
13. Rodolphe Gilbert (primo turno)
14. Eyal Ran (primo turno)
15. Gouichi Motomura (primo turno)
16. Michael Joyce (ultimo turno)

## Qualificati
1. Danny Sapsford
2. Paradorn Srichaphan
3. Nuno Marques
4. Jamie Delgado
5. Lorenzo Manta
6. Arvand Parmar
7. Mikael Tillström
8. Christian Vinck

1. Nenad Zimonjić
2. Richey Reneberg
3. Cristiano Caratti
4. Wayne Arthurs
5. Alejandro Hernández
6. Grant Stafford
7. André Sá
8. Sandon Stolle

### Lucky Losers
1. Michael Kohlmann

## Tabellone qualificazioni

### Legenda
| - Q = Qualificato - WC = Wild card - LL = Lucky loser | - ALT = Alternate - SE = Special Exempt - PR = Protected Ranking | - w/o = Walkover - r = Ritirato - d = Squalificato |

### Sezione 1
|  | Primo turno      | Primo turno        | Primo turno        | Primo turno        | Primo turno    | Primo turno | Primo turno |  |  | Secondo turno  | Secondo turno  | Secondo turno  | Secondo turno  | Secondo turno  | Secondo turno | Secondo turno |   |   | Terzo turno    | Terzo turno    | Terzo turno | Terzo turno | Terzo turno | Terzo turno | Terzo turno |  |
|  |                  |                    |                    |                    |                |             |             |  |  |                |                |                |                |                |               |               |   |   |                |                |             |             |             |             |             |  |
|  | 1                | Petr Korda         | Petr Korda         | Petr Korda         | Petr Korda     | 7           | 6           |  |  |                |                |                |                |                |               |               |   |   |                |                |             |             |             |             |             |  |
|  |                  | Óscar Burrieza     | Óscar Burrieza     | Óscar Burrieza     | Óscar Burrieza | 5           | 2           |  |  | Petr Korda     | Petr Korda     | Petr Korda     | Petr Korda     | 6              | 6             | 4             |   |   |                |                |             |             |             |             |             |  |
|  |                  | Ricardo Schlachter | Ricardo Schlachter | Ricardo Schlachter | 4              | 7           | 1           |  |  | Danny Sapsford | Danny Sapsford | Danny Sapsford | Danny Sapsford | 3              | 7             | 6             |   |   |                |                |             |             |             |             |             |  |
|  | WC               | Danny Sapsford     | Danny Sapsford     | Danny Sapsford     | 6              | 6           | 6           |  |  |                |                |                |                |                |               |               |   |   | Danny Sapsford | Danny Sapsford | 6           | 3           | 4           | 6           | 8           |  |
|  | Adriano Ferreira | Adriano Ferreira   | Adriano Ferreira   | Adriano Ferreira   | 6              | 3           | 2           |  |  |                |                | Michael Joyce  | Michael Joyce  | 4              | 6             | 6             | 4 | 6 |                |                |             |             |             |             |             |  |
|  | Cyril Saulnier   | Cyril Saulnier     | Cyril Saulnier     | Cyril Saulnier     | 4              | 6           | 6           |  |  | Cyril Saulnier | Cyril Saulnier | Cyril Saulnier | Cyril Saulnier | Cyril Saulnier | 4             | 4             |   |   |                |                |             |             |             |             |             |  |
|  |                  | Gérard Solvès      | Gérard Solvès      | Gérard Solvès      | 6              | 5           | 2           |  |  | Michael Joyce  | Michael Joyce  | Michael Joyce  | Michael Joyce  | Michael Joyce  | 6             | 6             |   |   |                |                |             |             |             |             |             |  |
|  | 32               | Michael Joyce      | Michael Joyce      | Michael Joyce      | 4              | 7           | 6           |  |  |                |                |                |                |                |               |               |   |   |                |                |             |             |             |             |             |  |

### Sezione 2
|  | Primo turno        | Primo turno         | Primo turno         | Primo turno         | Primo turno        | Primo turno | Primo turno |  |  | Secondo turno       | Secondo turno       | Secondo turno       | Secondo turno       | Secondo turno       | Secondo turno | Secondo turno |   |   | Terzo turno      | Terzo turno      | Terzo turno      | Terzo turno | Terzo turno | Terzo turno | Terzo turno |  |
|  |                    |                     |                     |                     |                    |             |             |  |  |                     |                     |                     |                     |                     |               |               |   |   |                  |                  |                  |             |             |             |             |  |
|  | 2                  | Michael Kohlmann    | Michael Kohlmann    | Michael Kohlmann    | Michael Kohlmann   | 6           | 6           |  |  |                     |                     |                     |                     |                     |               |               |   |   |                  |                  |                  |             |             |             |             |  |
|  |                    | Chris Groer         | Chris Groer         | Chris Groer         | Chris Groer        | 2           | 4           |  |  | Michael Kohlmann    | Michael Kohlmann    | Michael Kohlmann    | Michael Kohlmann    | 2                   | 6             | 6             |   |   |                  |                  |                  |             |             |             |             |  |
|  | Michael Sell       | Michael Sell        | Michael Sell        | Michael Sell        | Michael Sell       | 6           | 6           |  |  | Michael Sell        | Michael Sell        | Michael Sell        | Michael Sell        | 6                   | 3             | 4             |   |   |                  |                  |                  |             |             |             |             |  |
|  | Iván Rodrigo Marín | Iván Rodrigo Marín  | Iván Rodrigo Marín  | Iván Rodrigo Marín  | Iván Rodrigo Marín | 1           | 3           |  |  |                     |                     |                     |                     |                     |               |               |   |   | Michael Kohlmann | Michael Kohlmann | Michael Kohlmann | 6           | 6           | 2           | 3           |  |
|  | David di Lucia     | David di Lucia      | David di Lucia      | David di Lucia      | David di Lucia     | 6           | 6           |  |  |                     |                     | Paradorn Srichaphan | Paradorn Srichaphan | Paradorn Srichaphan | 1             | 7             | 6 | 6 |                  |                  |                  |             |             |             |             |  |
|  | Nir Welgreen       | Nir Welgreen        | Nir Welgreen        | Nir Welgreen        | Nir Welgreen       | 0           | 3           |  |  | David di Lucia      | David di Lucia      | David di Lucia      | David di Lucia      | David di Lucia      | 5             | 1             |   |   |                  |                  |                  |             |             |             |             |  |
|  |                    | Paradorn Srichaphan | Paradorn Srichaphan | Paradorn Srichaphan | 1                  | 6           | 6           |  |  | Paradorn Srichaphan | Paradorn Srichaphan | Paradorn Srichaphan | Paradorn Srichaphan | Paradorn Srichaphan | 7             | 6             |   |   |                  |                  |                  |             |             |             |             |  |
|  | 31                 | Gouichi Motomura    | Gouichi Motomura    | Gouichi Motomura    | 6                  | 1           | 2           |  |  |                     |                     |                     |                     |                     |               |               |   |   |                  |                  |                  |             |             |             |             |  |

### Sezione 3
|  | Primo turno     | Primo turno     | Primo turno     | Primo turno     | Primo turno     | Primo turno | Primo turno |  |  | Secondo turno | Secondo turno | Secondo turno | Secondo turno | Secondo turno | Secondo turno | Secondo turno |   |   | Terzo turno   | Terzo turno   | Terzo turno   | Terzo turno | Terzo turno | Terzo turno | Terzo turno |  |
|  |                 |                 |                 |                 |                 |             |             |  |  |               |               |               |               |               |               |               |   |   |               |               |               |             |             |             |             |  |
|  | 3               | Mosè Navarra    | Mosè Navarra    | Mosè Navarra    | 4               | 6           | 11          |  |  |               |               |               |               |               |               |               |   |   |               |               |               |             |             |             |             |  |
|  | WC              | Simon Dickson   | Simon Dickson   | Simon Dickson   | 6               | 4           | 13          |  |  | Simon Dickson | Simon Dickson | Simon Dickson | Simon Dickson | 2             | 7             | 3             |   |   |               |               |               |             |             |             |             |  |
|  | Bobby Kokavec   | Bobby Kokavec   | Bobby Kokavec   | Bobby Kokavec   | Bobby Kokavec   | 6           | 3           |  |  | Mark Merklein | Mark Merklein | Mark Merklein | Mark Merklein | 6             | 5             | 6             |   |   |               |               |               |             |             |             |             |  |
|  | Mark Merklein   | Mark Merklein   | Mark Merklein   | Mark Merklein   | Mark Merklein   | 7           | 6           |  |  |               |               |               |               |               |               |               |   |   | Mark Merklein | Mark Merklein | Mark Merklein | 6           | 6           | 3           | 4           |  |
|  | Nuno Marques    | Nuno Marques    | Nuno Marques    | Nuno Marques    | Nuno Marques    | 6           | 6           |  |  |               |               | Nuno Marques  | Nuno Marques  | Nuno Marques  | 7             | 1             | 6 | 6 |               |               |               |             |             |             |             |  |
|  | Scott Humphries | Scott Humphries | Scott Humphries | Scott Humphries | Scott Humphries | 4           | 4           |  |  | Nuno Marques  | Nuno Marques  | Nuno Marques  | Nuno Marques  | 4             | 6             | 10            |   |   |               |               |               |             |             |             |             |  |
|  |                 | Jared Palmer    | Jared Palmer    | Jared Palmer    | 2               | 6           | 7           |  |  | Jared Palmer  | Jared Palmer  | Jared Palmer  | Jared Palmer  | 6             | 3             | 8             |   |   |               |               |               |             |             |             |             |  |
|  | 30              | Eyal Ran        | Eyal Ran        | Eyal Ran        | 6               | 1           | 5           |  |  |               |               |               |               |               |               |               |   |   |               |               |               |             |             |             |             |  |

### Sezione 4
|  | Primo turno   | Primo turno      | Primo turno      | Primo turno      | Primo turno   | Primo turno | Primo turno |  |  | Secondo turno | Secondo turno | Secondo turno | Secondo turno | Secondo turno | Secondo turno | Secondo turno |   |   | Terzo turno   | Terzo turno   | Terzo turno | Terzo turno | Terzo turno | Terzo turno | Terzo turno |  |
|  |               |                  |                  |                  |               |             |             |  |  |               |               |               |               |               |               |               |   |   |               |               |             |             |             |             |             |  |
|  | 4             | Axel Pretsch     | Axel Pretsch     | Axel Pretsch     | Axel Pretsch  | 6           | 6           |  |  |               |               |               |               |               |               |               |   |   |               |               |             |             |             |             |             |  |
|  |               | Todd Larkham     | Todd Larkham     | Todd Larkham     | Todd Larkham  | 3           | 3           |  |  | Axel Pretsch  | Axel Pretsch  | Axel Pretsch  | Axel Pretsch  | 6             | 6             | 3             |   |   |               |               |             |             |             |             |             |  |
|  | Jamie Delgado | Jamie Delgado    | Jamie Delgado    | Jamie Delgado    | 6             | 6           | 6           |  |  | Jamie Delgado | Jamie Delgado | Jamie Delgado | Jamie Delgado | 7             | 1             | 6             |   |   |               |               |             |             |             |             |             |  |
|  | Toby Mitchell | Toby Mitchell    | Toby Mitchell    | Toby Mitchell    | 7             | 2           | 2           |  |  |               |               |               |               |               |               |               |   |   | Jamie Delgado | Jamie Delgado | 3           | 6           | 6           | 6           | 7           |  |
|  | WC            | Rhys Hanger      | Rhys Hanger      | Rhys Hanger      | Rhys Hanger   | 2           | 0           |  |  |               |               | Franz Stauder | Franz Stauder | 6             | 7             | 3             | 3 | 5 |               |               |             |             |             |             |             |  |
|  |               | Franz Stauder    | Franz Stauder    | Franz Stauder    | Franz Stauder | 6           | 6           |  |  | Franz Stauder | Franz Stauder | Franz Stauder | Franz Stauder | 6             | 6             | 6             |   |   |               |               |             |             |             |             |             |  |
|  |               | Mark Knowles     | Mark Knowles     | Mark Knowles     | 4             | 7           | 6           |  |  | Mark Knowles  | Mark Knowles  | Mark Knowles  | Mark Knowles  | 7             | 4             | 2             |   |   |               |               |             |             |             |             |             |  |
|  | 29            | Rodolphe Gilbert | Rodolphe Gilbert | Rodolphe Gilbert | 6             | 6           | 4           |  |  |               |               |               |               |               |               |               |   |   |               |               |             |             |             |             |             |  |

### Sezione 5
|  | Primo turno      | Primo turno      | Primo turno      | Primo turno      | Primo turno      | Primo turno | Primo turno |  |  | Secondo turno    | Secondo turno    | Secondo turno    | Secondo turno    | Secondo turno | Secondo turno | Secondo turno |   |   | Terzo turno   | Terzo turno   | Terzo turno   | Terzo turno   | Terzo turno | Terzo turno | Terzo turno |  |
|  |                  |                  |                  |                  |                  |             |             |  |  |                  |                  |                  |                  |               |               |               |   |   |               |               |               |               |             |             |             |  |
|  | 5                | Geoff Grant      | Geoff Grant      | Geoff Grant      | 7                | 4           | 8           |  |  |                  |                  |                  |                  |               |               |               |   |   |               |               |               |               |             |             |             |  |
|  |                  | Gabriel Trifu    | Gabriel Trifu    | Gabriel Trifu    | 6                | 6           | 10          |  |  | Gabriel Trifu    | Gabriel Trifu    | Gabriel Trifu    | Gabriel Trifu    | 4             | 6             | 11            |   |   |               |               |               |               |             |             |             |  |
|  | Joseph Sirianni  | Joseph Sirianni  | Joseph Sirianni  | Joseph Sirianni  | Joseph Sirianni  | 2           | 3           |  |  | Satoshi Iwabuchi | Satoshi Iwabuchi | Satoshi Iwabuchi | Satoshi Iwabuchi | 6             | 1             | 9             |   |   |               |               |               |               |             |             |             |  |
|  | Satoshi Iwabuchi | Satoshi Iwabuchi | Satoshi Iwabuchi | Satoshi Iwabuchi | Satoshi Iwabuchi | 6           | 6           |  |  |                  |                  |                  |                  |               |               |               |   |   | Gabriel Trifu | Gabriel Trifu | Gabriel Trifu | Gabriel Trifu | 3           | 5           | 6           |  |
|  | Hugo Armando     | Hugo Armando     | Hugo Armando     | Hugo Armando     | Hugo Armando     | 5           | 3           |  |  |                  |                  | Lorenzo Manta    | Lorenzo Manta    | Lorenzo Manta | Lorenzo Manta | 6             | 7 | 7 |               |               |               |               |             |             |             |  |
|  | David Wheaton    | David Wheaton    | David Wheaton    | David Wheaton    | David Wheaton    | 7           | 6           |  |  | David Wheaton    | David Wheaton    | David Wheaton    | David Wheaton    | David Wheaton | 5             | 6             |   |   |               |               |               |               |             |             |             |  |
|  |                  | Igor Gaudi       | Igor Gaudi       | Igor Gaudi       | 5                | 6           | 4           |  |  | Lorenzo Manta    | Lorenzo Manta    | Lorenzo Manta    | Lorenzo Manta    | Lorenzo Manta | 7             | 7             |   |   |               |               |               |               |             |             |             |  |
|  | 27               | Lorenzo Manta    | Lorenzo Manta    | Lorenzo Manta    | 7                | 2           | 6           |  |  |                  |                  |                  |                  |               |               |               |   |   |               |               |               |               |             |             |             |  |

### Sezione 6
|  | Primo turno         | Primo turno         | Primo turno         | Primo turno         | Primo turno         | Primo turno | Primo turno |  |  | Secondo turno       | Secondo turno       | Secondo turno       | Secondo turno       | Secondo turno | Secondo turno | Secondo turno |   |   | Terzo turno | Terzo turno | Terzo turno | Terzo turno | Terzo turno | Terzo turno | Terzo turno |  |
|  |                     |                     |                     |                     |                     |             |             |  |  |                     |                     |                     |                     |               |               |               |   |   |             |             |             |             |             |             |             |  |
|  | 6                   | Maks Mirny          | Maks Mirny          | Maks Mirny          | Maks Mirny          | 6           | 7           |  |  |                     |                     |                     |                     |               |               |               |   |   |             |             |             |             |             |             |             |  |
|  |                     | Alistair Hunt       | Alistair Hunt       | Alistair Hunt       | Alistair Hunt       | 3           | 6           |  |  | Maks Mirny          | Maks Mirny          | Maks Mirny          | Maks Mirny          | 6             | 6             | 6             |   |   |             |             |             |             |             |             |             |  |
|  | Frédéric Niemeyer   | Frédéric Niemeyer   | Frédéric Niemeyer   | Frédéric Niemeyer   | Frédéric Niemeyer   | 6           | 6           |  |  | Satoshi Iwabuchi    | Satoshi Iwabuchi    | Satoshi Iwabuchi    | Satoshi Iwabuchi    | 7             | 4             | 4             |   |   |             |             |             |             |             |             |             |  |
|  | Radovan Svetlík     | Radovan Svetlík     | Radovan Svetlík     | Radovan Svetlík     | Radovan Svetlík     | 2           | 1           |  |  |                     |                     |                     |                     |               |               |               |   |   | Maks Mirny  | Maks Mirny  | Maks Mirny  | 6           | 6           | 3           | 4           |  |
|  | Mashiska Washington | Mashiska Washington | Mashiska Washington | Mashiska Washington | Mashiska Washington | 1           | 4           |  |  |                     |                     | Arvind Parmar       | Arvind Parmar       | Arvind Parmar | 7             | 4             | 6 | 6 |             |             |             |             |             |             |             |  |
|  | Arvind Parmar       | Arvind Parmar       | Arvind Parmar       | Arvind Parmar       | Arvind Parmar       | 6           | 6           |  |  | Arvind Parmar       | Arvind Parmar       | Arvind Parmar       | Arvind Parmar       | 4             | 7             | 6             |   |   |             |             |             |             |             |             |             |  |
|  |                     | Daniele Bracciali   | Daniele Bracciali   | Daniele Bracciali   | 7                   | 2           | 0r          |  |  | Stefano Pescosolido | Stefano Pescosolido | Stefano Pescosolido | Stefano Pescosolido | 6             | 6             | 3             |   |   |             |             |             |             |             |             |             |  |
|  | 28                  | Stefano Pescosolido | Stefano Pescosolido | Stefano Pescosolido | 6                   | 6           | 1           |  |  |                     |                     |                     |                     |               |               |               |   |   |             |             |             |             |             |             |             |  |

### Sezione 7
|  | Primo turno         | Primo turno           | Primo turno           | Primo turno           | Primo turno           | Primo turno | Primo turno |  |  | Secondo turno    | Secondo turno    | Secondo turno    | Secondo turno    | Secondo turno    | Secondo turno | Secondo turno |   |   | Terzo turno      | Terzo turno      | Terzo turno      | Terzo turno | Terzo turno | Terzo turno | Terzo turno |  |
|  |                     |                       |                       |                       |                       |             |             |  |  |                  |                  |                  |                  |                  |               |               |   |   |                  |                  |                  |             |             |             |             |  |
|  | 7                   | Mikael Tillström      | Mikael Tillström      | Mikael Tillström      | Mikael Tillström      | 6           | 6           |  |  |                  |                  |                  |                  |                  |               |               |   |   |                  |                  |                  |             |             |             |             |  |
|  |                     | Grant Doyle           | Grant Doyle           | Grant Doyle           | Grant Doyle           | 1           | 3           |  |  | Mikael Tillström | Mikael Tillström | Mikael Tillström | Mikael Tillström | Mikael Tillström | 6             | 6             |   |   |                  |                  |                  |             |             |             |             |  |
|  | Yaoki Ishii         | Yaoki Ishii           | Yaoki Ishii           | Yaoki Ishii           | 1                     | 6           | 6           |  |  | Yaoki Ishii      | Yaoki Ishii      | Yaoki Ishii      | Yaoki Ishii      | Yaoki Ishii      | 2             | 3             |   |   |                  |                  |                  |             |             |             |             |  |
|  | Marcelo Charpentier | Marcelo Charpentier   | Marcelo Charpentier   | Marcelo Charpentier   | 6                     | 1           | 4           |  |  |                  |                  |                  |                  |                  |               |               |   |   | Mikael Tillström | Mikael Tillström | Mikael Tillström | 6           | 6           | 3           | 6           |  |
|  | Amir Hadad          | Amir Hadad            | Amir Hadad            | Amir Hadad            | Amir Hadad            | 6           | 6           |  |  |                  |                  | Michael Hill     | Michael Hill     | Michael Hill     | 4             | 4             | 6 | 4 |                  |                  |                  |             |             |             |             |  |
|  | Daniele Musa        | Daniele Musa          | Daniele Musa          | Daniele Musa          | Daniele Musa          | 7           | 7           |  |  | Daniele Musa     | Daniele Musa     | Daniele Musa     | Daniele Musa     | 4                | 7             | 6             |   |   |                  |                  |                  |             |             |             |             |  |
|  |                     | Anastasios Vasiliadis | Anastasios Vasiliadis | Anastasios Vasiliadis | Anastasios Vasiliadis | 2           | 3           |  |  | Michael Hill     | Michael Hill     | Michael Hill     | Michael Hill     | 6                | 6             | 3             |   |   |                  |                  |                  |             |             |             |             |  |
|  | 26                  | Michael Hill          | Michael Hill          | Michael Hill          | Michael Hill          | 6           | 6           |  |  |                  |                  |                  |                  |                  |               |               |   |   |                  |                  |                  |             |             |             |             |  |

### Sezione 8
|  | Primo turno     | Primo turno     | Primo turno     | Primo turno     | Primo turno     | Primo turno | Primo turno |  |  | Secondo turno   | Secondo turno   | Secondo turno   | Secondo turno   | Secondo turno   | Secondo turno | Secondo turno |   |   | Terzo turno     | Terzo turno     | Terzo turno     | Terzo turno     | Terzo turno | Terzo turno | Terzo turno |  |
|  |                 |                 |                 |                 |                 |             |             |  |  |                 |                 |                 |                 |                 |               |               |   |   |                 |                 |                 |                 |             |             |             |  |
|  | 8               | Christian Vinck | Christian Vinck | Christian Vinck | Christian Vinck | 6           | 6           |  |  |                 |                 |                 |                 |                 |               |               |   |   |                 |                 |                 |                 |             |             |             |  |
|  |                 | Rob Givone      | Rob Givone      | Rob Givone      | Rob Givone      | 3           | 2           |  |  | Christian Vinck | Christian Vinck | Christian Vinck | Christian Vinck | Christian Vinck | 6             | 6             |   |   |                 |                 |                 |                 |             |             |             |  |
|  | Gilles Elseneer | Gilles Elseneer | Gilles Elseneer | Gilles Elseneer | 6               | 6           | 6           |  |  | Gilles Elseneer | Gilles Elseneer | Gilles Elseneer | Gilles Elseneer | Gilles Elseneer | 3             | 4             |   |   |                 |                 |                 |                 |             |             |             |  |
|  | Igor Kornienko  | Igor Kornienko  | Igor Kornienko  | Igor Kornienko  | 7               | 2           | 4           |  |  |                 |                 |                 |                 |                 |               |               |   |   | Christian Vinck | Christian Vinck | Christian Vinck | Christian Vinck | 6           | 6           | 6           |  |
|  | James Sekulov   | James Sekulov   | James Sekulov   | James Sekulov   | James Sekulov   | 7           | 6           |  |  |                 |                 | James Sekulov   | James Sekulov   | James Sekulov   | James Sekulov | 3             | 4 | 3 |                 |                 |                 |                 |             |             |             |  |
|  | Martin Štěpánek | Martin Štěpánek | Martin Štěpánek | Martin Štěpánek | Martin Štěpánek | 6           | 3           |  |  | James Sekulov   | James Sekulov   | James Sekulov   | James Sekulov   | James Sekulov   | 6             | 6             |   |   |                 |                 |                 |                 |             |             |             |  |
|  |                 | Irakli Labadze  | Irakli Labadze  | Irakli Labadze  | Irakli Labadze  | 5           | 1           |  |  | Bob Bryan       | Bob Bryan       | Bob Bryan       | Bob Bryan       | Bob Bryan       | 4             | 4             |   |   |                 |                 |                 |                 |             |             |             |  |
|  | 25              | Bob Bryan       | Bob Bryan       | Bob Bryan       | Bob Bryan       | 7           | 6           |  |  |                 |                 |                 |                 |                 |               |               |   |   |                 |                 |                 |                 |             |             |             |  |

### Sezione 9
|  | Primo turno     | Primo turno     | Primo turno     | Primo turno     | Primo turno     | Primo turno | Primo turno |  |  | Secondo turno   | Secondo turno   | Secondo turno   | Secondo turno   | Secondo turno   | Secondo turno  | Secondo turno |   |   | Terzo turno | Terzo turno | Terzo turno | Terzo turno | Terzo turno | Terzo turno | Terzo turno |  |
|  |                 |                 |                 |                 |                 |             |             |  |  |                 |                 |                 |                 |                 |                |               |   |   |             |             |             |             |             |             |             |  |
|  | 9               | Radek Štěpánek  | Radek Štěpánek  | Radek Štěpánek  | 6               | 4           | 6           |  |  |                 |                 |                 |                 |                 |                |               |   |   |             |             |             |             |             |             |             |  |
|  |                 | Oren Motevassel | Oren Motevassel | Oren Motevassel | 2               | 6           | 3           |  |  | Radek Štěpánek  | Radek Štěpánek  | Radek Štěpánek  | Radek Štěpánek  | Radek Štěpánek  | Radek Štěpánek |               |   |   |             |             |             |             |             |             |             |  |
|  | Mike Bryan      | Mike Bryan      | Mike Bryan      | Mike Bryan      | Mike Bryan      | 6           | 6           |  |  | Mike Bryan      | Mike Bryan      | Mike Bryan      | Mike Bryan      | Mike Bryan      | Mike Bryan     | w/o           |   |   |             |             |             |             |             |             |             |  |
|  | Roberto Álvarez | Roberto Álvarez | Roberto Álvarez | Roberto Álvarez | Roberto Álvarez | 4           | 4           |  |  |                 |                 |                 |                 |                 |                |               |   |   | Mike Bryan  | Mike Bryan  | Mike Bryan  | Mike Bryan  | 4           | 6           | 3           |  |
|  | Mario Visconti  | Mario Visconti  | Mario Visconti  | Mario Visconti  | 7               | 1           | 4           |  |  |                 |                 | Nenad Zimonjić  | Nenad Zimonjić  | Nenad Zimonjić  | Nenad Zimonjić | 6             | 7 | 6 |             |             |             |             |             |             |             |  |
|  | Jonathan Erlich | Jonathan Erlich | Jonathan Erlich | Jonathan Erlich | 6               | 6           | 6           |  |  | Jonathan Erlich | Jonathan Erlich | Jonathan Erlich | Jonathan Erlich | Jonathan Erlich | 3              | 4             |   |   |             |             |             |             |             |             |             |  |
|  |                 | Nenad Zimonjić  | Nenad Zimonjić  | Nenad Zimonjić  | Nenad Zimonjić  | 6           | 6           |  |  | Nenad Zimonjić  | Nenad Zimonjić  | Nenad Zimonjić  | Nenad Zimonjić  | Nenad Zimonjić  | 6              | 6             |   |   |             |             |             |             |             |             |             |  |
|  | 24              | Brian MacPhie   | Brian MacPhie   | Brian MacPhie   | Brian MacPhie   | 3           | 2           |  |  |                 |                 |                 |                 |                 |                |               |   |   |             |             |             |             |             |             |             |  |

### Sezione 10
|  | Primo turno       | Primo turno       | Primo turno       | Primo turno       | Primo turno       | Primo turno | Primo turno |  |  | Secondo turno   | Secondo turno   | Secondo turno   | Secondo turno   | Secondo turno   | Secondo turno  | Secondo turno |   |   | Terzo turno     | Terzo turno     | Terzo turno     | Terzo turno     | Terzo turno | Terzo turno | Terzo turno |  |
|  |                   |                   |                   |                   |                   |             |             |  |  |                 |                 |                 |                 |                 |                |               |   |   |                 |                 |                 |                 |             |             |             |  |
|  | 10                | Sebasitan Prieto  | Sebasitan Prieto  | Sebasitan Prieto  | 2                 | 6           | 21          |  |  |                 |                 |                 |                 |                 |                |               |   |   |                 |                 |                 |                 |             |             |             |  |
|  | WC                | Jim Thomas        | Jim Thomas        | Jim Thomas        | 6                 | 4           | 23          |  |  | Jim Thomas      | Jim Thomas      | Jim Thomas      | Jim Thomas      | Jim Thomas      | 1              | 1             |   |   |                 |                 |                 |                 |             |             |             |  |
|  |                   | Richey Reneberg   | Richey Reneberg   | Richey Reneberg   | Richey Reneberg   | 6           | 7           |  |  | Richey Reneberg | Richey Reneberg | Richey Reneberg | Richey Reneberg | Richey Reneberg | 6              | 6             |   |   |                 |                 |                 |                 |             |             |             |  |
|  | WC                | Nick Weal         | Nick Weal         | Nick Weal         | Nick Weal         | 3           | 6           |  |  |                 |                 |                 |                 |                 |                |               |   |   | Richey Reneberg | Richey Reneberg | Richey Reneberg | Richey Reneberg | 6           | 6           | 6           |  |
|  | Jonathan Stark    | Jonathan Stark    | Jonathan Stark    | Jonathan Stark    | Jonathan Stark    | 6           | 7           |  |  |                 |                 | Jonathan Stark  | Jonathan Stark  | Jonathan Stark  | Jonathan Stark | 4             | 3 | 4 |                 |                 |                 |                 |             |             |             |  |
|  | Thierry Guardiola | Thierry Guardiola | Thierry Guardiola | Thierry Guardiola | Thierry Guardiola | 3           | 6           |  |  | Jonathan Stark  | Jonathan Stark  | Jonathan Stark  | Jonathan Stark  | Jonathan Stark  | 6              | 6             |   |   |                 |                 |                 |                 |             |             |             |  |
|  |                   | Jaymon Crabb      | Jaymon Crabb      | Jaymon Crabb      | 4                 | 6           | 6           |  |  | Jaymon Crabb    | Jaymon Crabb    | Jaymon Crabb    | Jaymon Crabb    | Jaymon Crabb    | 3              | 0             |   |   |                 |                 |                 |                 |             |             |             |  |
|  | 23                | Michael Tebbutt   | Michael Tebbutt   | Michael Tebbutt   | 6                 | 1           | 3           |  |  |                 |                 |                 |                 |                 |                |               |   |   |                 |                 |                 |                 |             |             |             |  |

### Sezione 11
|  | Primo turno | Primo turno       | Primo turno       | Primo turno       | Primo turno       | Primo turno | Primo turno |  |  | Secondo turno     | Secondo turno     | Secondo turno     | Secondo turno     | Secondo turno     | Secondo turno | Secondo turno |   |   | Terzo turno | Terzo turno | Terzo turno | Terzo turno | Terzo turno | Terzo turno | Terzo turno |  |
|  |             |                   |                   |                   |                   |             |             |  |  |                   |                   |                   |                   |                   |               |               |   |   |             |             |             |             |             |             |             |  |
|  | 11          | Diego Nargiso     | Diego Nargiso     | Diego Nargiso     | Diego Nargiso     | 6           | 6           |  |  |                   |                   |                   |                   |                   |               |               |   |   |             |             |             |             |             |             |             |  |
|  |             | Simon Aspelin     | Simon Aspelin     | Simon Aspelin     | Simon Aspelin     | 2           | 1           |  |  | Diego Nargiso     | Diego Nargiso     | Diego Nargiso     | Diego Nargiso     | Diego Nargiso     | 6             | 6             |   |   |             |             |             |             |             |             |             |  |
|  | Ofer Sela   | Ofer Sela         | Ofer Sela         | Ofer Sela         | Ofer Sela         | 6           | 5           |  |  | Ben Ellwood       | Ben Ellwood       | Ben Ellwood       | Ben Ellwood       | Ben Ellwood       | 4             | 1             |   |   |             |             |             |             |             |             |             |  |
|  | Ben Ellwood | Ben Ellwood       | Ben Ellwood       | Ben Ellwood       | Ben Ellwood       | 7           | 7           |  |  |                   |                   |                   |                   |                   |               |               |   |   | Ben Ellwood | Ben Ellwood | 2           | 6           | 2           | 6           | 1           |  |
|  | WC          | Alexander Reichel | Alexander Reichel | Alexander Reichel | 6                 | 1           | 3           |  |  |                   |                   | Cristiano Caratti | Cristiano Caratti | 6                 | 2             | 6             | 3 | 6 |             |             |             |             |             |             |             |  |
|  |             | Julien Varlet     | Julien Varlet     | Julien Varlet     | 3                 | 6           | 6           |  |  | Julien Varlet     | Julien Varlet     | Julien Varlet     | Julien Varlet     | Julien Varlet     | 3             | 0             |   |   |             |             |             |             |             |             |             |  |
|  |             | Damien Roberts    | Damien Roberts    | Damien Roberts    | Damien Roberts    | 1           | 4           |  |  | Cristiano Caratti | Cristiano Caratti | Cristiano Caratti | Cristiano Caratti | Cristiano Caratti | 6             | 6             |   |   |             |             |             |             |             |             |             |  |
|  | 21          | Cristiano Caratti | Cristiano Caratti | Cristiano Caratti | Cristiano Caratti | 6           | 6           |  |  |                   |                   |                   |                   |                   |               |               |   |   |             |             |             |             |             |             |             |  |

### Sezione 12
|  | Primo turno           | Primo turno           | Primo turno           | Primo turno           | Primo turno   | Primo turno | Primo turno |  |  | Secondo turno   | Secondo turno   | Secondo turno   | Secondo turno   | Secondo turno   | Secondo turno | Secondo turno |   |   | Terzo turno  | Terzo turno  | Terzo turno  | Terzo turno  | Terzo turno | Terzo turno | Terzo turno |  |
|  |                       |                       |                       |                       |               |             |             |  |  |                 |                 |                 |                 |                 |               |               |   |   |              |              |              |              |             |             |             |  |
|  | 12                    | Stéphane Huet         | Stéphane Huet         | Stéphane Huet         | 7             | 4           | 1           |  |  |                 |                 |                 |                 |                 |               |               |   |   |              |              |              |              |             |             |             |  |
|  |                       | David Miketa          | David Miketa          | David Miketa          | 6             | 6           | 6           |  |  | David Miketa    | David Miketa    | David Miketa    | David Miketa    | 6               | 3             | 5             |   |   |              |              |              |              |             |             |             |  |
|  | Victor Sendin Huelves | Victor Sendin Huelves | Victor Sendin Huelves | Victor Sendin Huelves | 6             | 1           | 2           |  |  | Matthew Breen   | Matthew Breen   | Matthew Breen   | Matthew Breen   | 3               | 6             | 7             |   |   |              |              |              |              |             |             |             |  |
|  | Matthew Breen         | Matthew Breen         | Matthew Breen         | Matthew Breen         | 4             | 6           | 6           |  |  |                 |                 |                 |                 |                 |               |               |   |   | David Miketa | David Miketa | David Miketa | David Miketa | 6           | 6           | 3           |  |
|  | Nicolas Thomann       | Nicolas Thomann       | Nicolas Thomann       | Nicolas Thomann       | 4             | 6           | 6           |  |  |                 |                 | Wayne Arthurs   | Wayne Arthurs   | Wayne Arthurs   | Wayne Arthurs | 7             | 7 | 6 |              |              |              |              |             |             |             |  |
|  | Steven Randjelovic    | Steven Randjelovic    | Steven Randjelovic    | Steven Randjelovic    | 6             | 3           | 3           |  |  | Nicolas Thomann | Nicolas Thomann | Nicolas Thomann | Nicolas Thomann | Nicolas Thomann | 4             | 6             |   |   |              |              |              |              |             |             |             |  |
|  |                       | Enzo Artoni           | Enzo Artoni           | Enzo Artoni           | Enzo Artoni   | 6           | 2           |  |  | Wayne Arthurs   | Wayne Arthurs   | Wayne Arthurs   | Wayne Arthurs   | Wayne Arthurs   | 6             | 7             |   |   |              |              |              |              |             |             |             |  |
|  | 22                    | Wayne Arthurs         | Wayne Arthurs         | Wayne Arthurs         | Wayne Arthurs | 7           | 6           |  |  |                 |                 |                 |                 |                 |               |               |   |   |              |              |              |              |             |             |             |  |

### Sezione 13
|  | Primo turno    | Primo turno         | Primo turno         | Primo turno         | Primo turno         | Primo turno | Primo turno |  |  | Secondo turno       | Secondo turno       | Secondo turno       | Secondo turno       | Secondo turno       | Secondo turno | Secondo turno |   |   | Terzo turno         | Terzo turno         | Terzo turno         | Terzo turno | Terzo turno | Terzo turno | Terzo turno |  |
|  |                |                     |                     |                     |                     |             |             |  |  |                     |                     |                     |                     |                     |               |               |   |   |                     |                     |                     |             |             |             |             |  |
|  | 13             | Alejandro Hernández | Alejandro Hernández | Alejandro Hernández | Alejandro Hernández | 6           | 6           |  |  |                     |                     |                     |                     |                     |               |               |   |   |                     |                     |                     |             |             |             |             |  |
|  |                | David Miketa        | David Miketa        | David Miketa        | David Miketa        | 2           | 4           |  |  | Alejandro Hernández | Alejandro Hernández | Alejandro Hernández | Alejandro Hernández | Alejandro Hernández | 6             | 6             |   |   |                     |                     |                     |             |             |             |             |  |
|  | Yves Allegro   | Yves Allegro        | Yves Allegro        | Yves Allegro        | Yves Allegro        | 5           | 2           |  |  | Dejan Petrović      | Dejan Petrović      | Dejan Petrović      | Dejan Petrović      | Dejan Petrović      | 4             | 1             |   |   |                     |                     |                     |             |             |             |             |  |
|  | Dejan Petrović | Dejan Petrović      | Dejan Petrović      | Dejan Petrović      | Dejan Petrović      | 7           | 6           |  |  |                     |                     |                     |                     |                     |               |               |   |   | Alejandro Hernández | Alejandro Hernández | Alejandro Hernández | 3           | 6           | 6           | 6           |  |
|  | Mark Joachim   | Mark Joachim        | Mark Joachim        | Mark Joachim        | Mark Joachim        | 6           | 2           |  |  |                     |                     | Wesley Whitehouse   | Wesley Whitehouse   | Wesley Whitehouse   | 6             | 4             | 4 | 3 |                     |                     |                     |             |             |             |             |  |
|  | Andrés Zingman | Andrés Zingman      | Andrés Zingman      | Andrés Zingman      | Andrés Zingman      | 7           | 6           |  |  | Andrés Zingman      | Andrés Zingman      | Andrés Zingman      | Andrés Zingman      | Andrés Zingman      | 2             | 2             |   |   |                     |                     |                     |             |             |             |             |  |
|  |                | Wesley Whitehouse   | Wesley Whitehouse   | Wesley Whitehouse   | Wesley Whitehouse   | 6           | 6           |  |  | Wesley Whitehouse   | Wesley Whitehouse   | Wesley Whitehouse   | Wesley Whitehouse   | Wesley Whitehouse   | 6             | 6             |   |   |                     |                     |                     |             |             |             |             |  |
|  | 22             | Neville Godwin      | Neville Godwin      | Neville Godwin      | Neville Godwin      | 3           | 3           |  |  |                     |                     |                     |                     |                     |               |               |   |   |                     |                     |                     |             |             |             |             |  |

### Sezione 14
|  | Primo turno     | Primo turno     | Primo turno     | Primo turno     | Primo turno     | Primo turno | Primo turno |  |  | Secondo turno  | Secondo turno  | Secondo turno  | Secondo turno  | Secondo turno  | Secondo turno | Secondo turno |   |   | Terzo turno    | Terzo turno    | Terzo turno    | Terzo turno | Terzo turno | Terzo turno | Terzo turno |  |
|  |                 |                 |                 |                 |                 |             |             |  |  |                |                |                |                |                |               |               |   |   |                |                |                |             |             |             |             |  |
|  | 14              | Tuomas Ketola   | Tuomas Ketola   | Tuomas Ketola   | Tuomas Ketola   | 6           | 6           |  |  |                |                |                |                |                |               |               |   |   |                |                |                |             |             |             |             |  |
|  | WC              | David Sherwood  | David Sherwood  | David Sherwood  | David Sherwood  | 4           | 0           |  |  | Tuomas Ketola  | Tuomas Ketola  | Tuomas Ketola  | Tuomas Ketola  | Tuomas Ketola  | 2             | 5             |   |   |                |                |                |             |             |             |             |  |
|  | Eyal Erlich     | Eyal Erlich     | Eyal Erlich     | Eyal Erlich     | Eyal Erlich     | 4           | 2           |  |  | Grant Stafford | Grant Stafford | Grant Stafford | Grant Stafford | Grant Stafford | 6             | 7             |   |   |                |                |                |             |             |             |             |  |
|  | Grant Stafford  | Grant Stafford  | Grant Stafford  | Grant Stafford  | Grant Stafford  | 6           | 6           |  |  |                |                |                |                |                |               |               |   |   | Grant Stafford | Grant Stafford | Grant Stafford | 7           | 6           | 6           | 6           |  |
|  | Charles Auffray | Charles Auffray | Charles Auffray | Charles Auffray | Charles Auffray | 6           | 2           |  |  |                |                | Mark Draper    | Mark Draper    | Mark Draper    | 5             | 7             | 1 | 2 |                |                |                |             |             |             |             |  |
|  | Nick Gould      | Nick Gould      | Nick Gould      | Nick Gould      | Nick Gould      | 7           | 6           |  |  | Nick Gould     | Nick Gould     | Nick Gould     | Nick Gould     | Nick Gould     | 3             | 2             |   |   |                |                |                |             |             |             |             |  |
|  |                 | Justin Layne    | Justin Layne    | Justin Layne    | 6               | 1           | 4           |  |  | Mark Draper    | Mark Draper    | Mark Draper    | Mark Draper    | Mark Draper    | 6             | 6             |   |   |                |                |                |             |             |             |             |  |
|  | 19              | Mark Draper     | Mark Draper     | Mark Draper     | 4               | 6           | 6           |  |  |                |                |                |                |                |               |               |   |   |                |                |                |             |             |             |             |  |

### Sezione 15
|  | Primo turno       | Primo turno       | Primo turno       | Primo turno       | Primo turno       | Primo turno | Primo turno |  |  | Secondo turno  | Secondo turno  | Secondo turno  | Secondo turno  | Secondo turno  | Secondo turno | Secondo turno |   |   | Terzo turno  | Terzo turno  | Terzo turno  | Terzo turno | Terzo turno | Terzo turno | Terzo turno |  |
|  |                   |                   |                   |                   |                   |             |             |  |  |                |                |                |                |                |               |               |   |   |              |              |              |             |             |             |             |  |
|  | 15                | Alex O'Brien      | Alex O'Brien      | Alex O'Brien      | Alex O'Brien      | 6           | 6           |  |  |                |                |                |                |                |               |               |   |   |              |              |              |             |             |             |             |  |
|  | WC                | Paul Hand         | Paul Hand         | Paul Hand         | Paul Hand         | 2           | 4           |  |  | Alex O'Brien   | Alex O'Brien   | Alex O'Brien   | Alex O'Brien   | Alex O'Brien   | 7             | 6             |   |   |              |              |              |             |             |             |             |  |
|  | WC                | James Davidson    | James Davidson    | James Davidson    | James Davidson    | 6           | 7           |  |  | James Davidson | James Davidson | James Davidson | James Davidson | James Davidson | 5             | 1             |   |   |              |              |              |             |             |             |             |  |
|  |                   | Philippe Pasquier | Philippe Pasquier | Philippe Pasquier | Philippe Pasquier | 4           | 5           |  |  |                |                |                |                |                |               |               |   |   | Alex O'Brien | Alex O'Brien | Alex O'Brien | 5           | 7           | 3           | 3           |  |
|  | Martijn Belgraver | Martijn Belgraver | Martijn Belgraver | Martijn Belgraver | Martijn Belgraver | 4           | 6           |  |  |                |                | André Sá       | André Sá       | André Sá       | 7             | 6             | 6 | 6 |              |              |              |             |             |             |             |  |
|  | Răzvan Sabău      | Răzvan Sabău      | Răzvan Sabău      | Răzvan Sabău      | Răzvan Sabău      | 6           | 7           |  |  | Răzvan Sabău   | Răzvan Sabău   | Răzvan Sabău   | Răzvan Sabău   | 3              | 6             | 3             |   |   |              |              |              |             |             |             |             |  |
|  |                   | Jan Hermansson    | Jan Hermansson    | Jan Hermansson    | 6                 | 6           | 4           |  |  | André Sá       | André Sá       | André Sá       | André Sá       | 6              | 2             | 6             |   |   |              |              |              |             |             |             |             |  |
|  | 17                | André Sá          | André Sá          | André Sá          | 7                 | 4           | 6           |  |  |                |                |                |                |                |               |               |   |   |              |              |              |             |             |             |             |  |

### Sezione 16
|  | Primo turno         | Primo turno         | Primo turno         | Primo turno         | Primo turno         | Primo turno | Primo turno |  |  | Secondo turno   | Secondo turno   | Secondo turno   | Secondo turno   | Secondo turno   | Secondo turno | Secondo turno |   |   | Terzo turno  | Terzo turno  | Terzo turno  | Terzo turno  | Terzo turno | Terzo turno | Terzo turno |  |
|  |                     |                     |                     |                     |                     |             |             |  |  |                 |                 |                 |                 |                 |               |               |   |   |              |              |              |              |             |             |             |  |
|  | 16                  | Ivo Heuberger       | Ivo Heuberger       | Ivo Heuberger       | Ivo Heuberger       | 2           | 2           |  |  |                 |                 |                 |                 |                 |               |               |   |   |              |              |              |              |             |             |             |  |
|  |                     | Mahesh Bhupathi     | Mahesh Bhupathi     | Mahesh Bhupathi     | Mahesh Bhupathi     | 6           | 6           |  |  | Mahesh Bhupathi | Mahesh Bhupathi | Mahesh Bhupathi | Mahesh Bhupathi | Mahesh Bhupathi | 4             | 4             |   |   |              |              |              |              |             |             |             |  |
|  | Jeff Coetzee        | Jeff Coetzee        | Jeff Coetzee        | Jeff Coetzee        | Jeff Coetzee        | 6           | 6           |  |  | Jeff Coetzee    | Jeff Coetzee    | Jeff Coetzee    | Jeff Coetzee    | Jeff Coetzee    | 6             | 6             |   |   |              |              |              |              |             |             |             |  |
|  | Jean-Michel Péquery | Jean-Michel Péquery | Jean-Michel Péquery | Jean-Michel Péquery | Jean-Michel Péquery | 3           | 1           |  |  |                 |                 |                 |                 |                 |               |               |   |   | Jeff Coetzee | Jeff Coetzee | Jeff Coetzee | Jeff Coetzee | 4           | 1           | 6           |  |
|  | Sergi Duran Bernad  | Sergi Duran Bernad  | Sergi Duran Bernad  | Sergi Duran Bernad  | 6                   | 4           | 1           |  |  |                 |                 | Sandon Stolle   | Sandon Stolle   | Sandon Stolle   | Sandon Stolle | 6             | 6 | 7 |              |              |              |              |             |             |             |  |
|  | Sandon Stolle       | Sandon Stolle       | Sandon Stolle       | Sandon Stolle       | 4                   | 6           | 6           |  |  | Sandon Stolle   | Sandon Stolle   | Sandon Stolle   | Sandon Stolle   | Sandon Stolle   | 6             | 6             |   |   |              |              |              |              |             |             |             |  |
|  |                     | Peter Tramacchi     | Peter Tramacchi     | Peter Tramacchi     | Peter Tramacchi     | 6           | 6           |  |  | Maurice Ruah    | Maurice Ruah    | Maurice Ruah    | Maurice Ruah    | Maurice Ruah    | 2             | 3             |   |   |              |              |              |              |             |             |             |  |
|  | 18                  | Maurice Ruah        | Maurice Ruah        | Maurice Ruah        | Maurice Ruah        | 7           | 7           |  |  |                 |                 |                 |                 |                 |               |               |   |   |              |              |              |              |             |             |             |  |